# Ismael Ferrer
Ismael Ferrer Jiménez (Mula, 25 giugno 2003) è un calciatore spagnolo, centrocampista del Beroe.

## Carriera
Cresciuto nel settore giovanile del Real Murcia, ha debuttato in prima squadra il 7 marzo 2021 nell'incontro di Segunda División B (terza divisione spagnola) pareggiato 2-2 contro il Córdoba. Utilizzato esclusivamente nella squadra riserve negli anni successivi, fatta eccezione per una parentesi in prestito al Racing Cartagena MM nella seconda metà della stagione 2022-2023, il 30 agosto 2024 è stato ceduto a titolo definitivo al Beroe, club della prima divisione bulgara.

## Statistiche

### Presenze e reti nei club
Statistiche aggiornate al 16 maggio 2025.
| Stagione               | Squadra                | Campionato             | Campionato | Campionato | Coppe nazionali | Coppe nazionali | Coppe nazionali | Coppe continentali | Coppe continentali | Coppe continentali | Altre coppe | Altre coppe | Altre coppe | Totale | Totale |
| Stagione               | Squadra                | Comp                   | Pres       | Reti       | Comp            | Pres            | Reti            | Comp               | Pres               | Reti               | Comp        | Pres        | Reti        | Pres   | Reti   |
| ---------------------- | ---------------------- | ---------------------- | ---------- | ---------- | --------------- | --------------- | --------------- | ------------------ | ------------------ | ------------------ | ----------- | ----------- | ----------- | ------ | ------ |
| 2020-2021              | Real Murcia            | SDB                    | 2          | 0          | CR              | 0               | 0               | -                  | -                  | -                  | -           | -           | -           | 2      | 0      |
| 2020-2021              | Imperial Murcia        | TD                     | 6          | 1          | -               | -               | -               | -                  | -                  | -                  | -           | -           | -           | 6      | 1      |
| 2021-2022              | Imperial Murcia        | SDR                    | 20         | 2          | -               | -               | -               | -                  | -                  | -                  | -           | -           | -           | 20     | 2      |
| 2022-gen. 2023         | Imperial Murcia        | TF                     | 18         | 1          | -               | -               | -               | -                  | -                  | -                  | -           | -           | -           | 18     | 1      |
| gen.-giu. 2023         | Racing Cartagena MM    | SF                     | 10         | 0          | CR              | 0               | 0               | -                  | -                  | -                  | -           | -           | -           | 10     | 0      |
| 2023-2024              | Imperial Murcia        | TF                     | 27         | 7          | -               | -               | -               | -                  | -                  | -                  | -           | -           | -           | 27     | 7      |
| Totale Imperial Murcia | Totale Imperial Murcia | Totale Imperial Murcia | 71         | 11         |                 | -               | -               |                    | -                  | -                  |             | -           | -           | 71     | 11     |
| 2024-2025              | Beroe                  | 1L                     | 25         | 1          | CB              | 3               | 0               | -                  | -                  | -                  | -           | -           | -           | 28     | 1      |
| Totale carriera        | Totale carriera        | Totale carriera        | 108        | 12         |                 | 3               | 0               |                    | -                  | -                  |             | -           | -           | 111    | 12     |